# Rudolf Matuszek
Rudolf Józef Matuszek (ur. 3 marca 1892 w Kiczycach, zm. 30 stycznia 1950) – podpułkownik piechoty Wojska Polskiego, kawaler Orderu Virtuti Militari.

## Życiorys
Urodził się 3 marca 1892 w Kiczycach, w ówczesnym powiecie skoczowskim Śląska Austriackiego, w rodzinie Karola (zm. 1926), gospodarza na 16,5 morgach i Krystyny z domu Bauck (zm. 1918). Od 1898 do 1907 uczył się w szkole powszechnej w Skoczowie. W 1911 ukończył Seminarium Nauczycielskie w Bielsku. Od 1 marca 1912 do 30 września 1913 pracował jako nauczyciel w polskiej szkole w Ochabach. W tym czasie należał do Związku Strzeleckiego. Jesienią 1913 został powołany do odbycia służby w cesarsko-królewskiej Obronie Krajowej, w charakterze jednorocznego ochotnika. Został wcielony do 31 pułku piechoty Obrony Krajowej w Cieszynie, który w 1917 został przemianowany na pułk strzelców nr 31. W jego szeregach walczył w czasie I wojny światowej na froncie rosyjskim i włoskim. Awansował na chorążego, a później podporucznika rezerwy ze starszeństwem z 1 stycznia 1916. Dwukrotnie ranny: w listopadzie 1914 i w czerwcu 1915.
Od listopada 1918 w Wojsku Polskim. W szeregach pułku piechoty Ziemi Cieszyńskiej (w lutym 1919 przemianowany na 10 pułk piechoty) walczył na wojnie z Ukraińcami, a następnie na wojnie z bolszewikami. Dowodził III batalionem.
3 maja 1922 został zweryfikowany w stopniu majora ze starszeństwem z dniem 1 czerwca 1919 i 482. lokatą w korpusie oficerów piechoty. 10 lipca tego roku został zatwierdzony w macierzystym 10 pułku piechoty w Łowiczu na stanowisku dowódcy batalionu. W 1923 dowodził III batalionem 10 pp, który był detaszowany w Skierniewicach. W 1924 został dowódcą batalionu szkolnego piechoty nr 4, a 1 sierpnia 1925 dowódcą batalionu szkolnego piechoty Okręgu Korpusu Nr IV. Następnie został przeniesiony na stanowisko dowódcy batalionu podchorążych rezerwy piechoty nr 10 w Gródku Jagiellońskim. 26 stycznia 1928 został awansowany do stopnia podpułkownika ze starszeństwem z dniem 1 stycznia 1928 i 47. lokatą w korpusie oficerów piechoty. W listopadzie tego roku został przeniesiony do 15 pułku piechoty w Dęblinie na stanowisko na zastępcy dowódcy pułku, a w styczniu 1930 do 36 pułku piechoty Legii Akademickiej w Warszawie na takie samo stanowisko. W styczniu 1934 został przeniesiony do Szkoły Podoficerskiej Piechoty dla Małoletnich Nr 3 w Nisku na stanowisko komendanta. W marcu 1939 został przeniesiony do 16 pułku piechoty w Tarnowie na stanowisko dowódcy pułku.
Na czele tego oddziału walczył w kampanii wrześniowej i dostał się do niemieckiej niewoli. Przebywał w Oflagu II C Woldenberg. Po uwolnieniu z niewoli wrócił do kraju. Zmarł 30 stycznia 1950, pochowany na cmentarzu ewangelickim w Katowicach. Obecnie patron 3 Niżańskiego batalionu inżynieryjnego.
W 1926 ożenił się z Heleną Koziełło-Wojciechowską, z którą miał córkę Marię Halinę (ur. 15 lipca 1927) i syna Romana Lubomira (ur. 9 lipca 1930).

## Ordery i odznaczenia
- Krzyż Srebrny Orderu Wojskowego Virtuti Militari nr 2358[1] – 13 kwietnia 1921[19]
- Krzyż Kawalerski Orderu Odrodzenia Polski – 10 listopada 1938 „za zasługi w służbie wojskowej”[20][21]
- Krzyż Walecznych czterokrotnie[22]
- Złoty Krzyż Zasługi[22]
- Medal Pamiątkowy za Wojnę 1918–1921[23]
- Medal Dziesięciolecia Odzyskanej Niepodległości[23]

W czasie służby w c. k. Obronie Krajowej otrzymał:
- Krzyż Zasługi Wojskowej 3 klasy z dekoracją wojenną i mieczami,
- Srebrny Medal Zasługi Wojskowej z mieczami na wstążce Krzyża Zasługi Wojskowej,
- Brązowy Medal Zasługi Wojskowej z mieczami na wstążce Krzyża Zasługi Wojskowej,
- Srebrny Medal Waleczności 1 klasy[4].